# Karl Gilg
Karl Gilg (Mankovice, 20 gennaio 1901 – Kolbermoor, 4 dicembre 1981) è stato uno scacchista cecoslovacco naturalizzato tedesco.

## Biografia
Partecipò con la Cecoslovacchia a quattro olimpiadi:
- nel 1927, in seconda scacchiera nella prima Olimpiade di Londra (+5 −3 =5);
- nel 1928, in prima scacchiera nelle olimpiadi dell'Aia (+5 −3 =4);
- nel 1931, in seconda scacchiera nelle olimpiadi di Praga (+2 −3 =6);
- nel 1936, in prima riserva nelle olimpiadi non ufficiali di Monaco di Baviera (+8 −3 =5)

Alle olimpiadi di Praga 1931 vinse la medaglia di bronzo di squadra.
Vinse, da solo o ex aequo, i tornei di Aussig 1923, Chabařovice 1924, Broumov 1925; Ostrava, Trenčianske Teplice e Vienna 1926, Šumperk 1928, Olomouc 1930, Klosterneuburg 1934, Konstantinsbad 1935, Teplice 1937.
Nel torneo di Semmering 1926 (vinto da Rudolf Spielmann davanti ad Alexander Alekhine) si piazzò nella bassa classifica, ma vinse col nero la partita con Alekhine.
Nel 1938 si trasferì in Germania ed ottenne la cittadinanza tedesca. Nello stesso anno vinse il torneo di Gablonz e si classificò 4º a Bad Elster (vinse Bogoljubov). Nel 1940 fu 3º-4º nel campionato tedesco di Bad Oeynhausen (vinse Georg Kieninger).
Dopo la seconda guerra mondiale visse nella Germania Ovest. Nel 1954 e 1963 vinse il campionato tedesco per club. Nel 1957 partecipò a Vienna al primo campionato europeo a squadre, realizzando 1/4.